# Слобідська (зупинний пункт)
Слобідська́ — пасажирський залізничний зупинний пункт Одеської дирекції Одеської залізниці на лінії Чорноморська — Одеса-Головна.
Розташований у Пересипському районі Одеси (місцевість Слобідка (Романівка)), Одеської області між станціями Одеса-Пересип (5 км) та Одеса-Застава II (3 км).
На платформі зупиняються приміські поїзди.